# جويس كريغ
جويس كريغ Joyce Craig سياسية أمريكية، تتولى منصب عمدة مدينة مانشستر في ولاية نيوهامبشاير. وهي أول امرأة تتولى هذا المنصب في تاريخ المدينة منذ 2 يناير 2018.

## انتمائها الحزبي
هي تنتمي إلى الحزب الديمقراطي الأمريكي.

## دخولها السياسة
قامت بأول حملة سياسية عام 2007، عندما تم انتخابها في مجلس إدارة مدرسة مانشستر. وفي عام 2009 تم انتخابها ضمن مجلس العمدة ألدرمين. ثم ترشحت لمنصب العمدة للمرة الأولى في 2015، حيث حلت ثانيا بعد تيد غاستاس الذي تغلب عليها بفارق 64 صوتا وفاز بمنصب العمدة.

## فوزها بمنصب العمدة
ثم ترشحت مرة أخرة في عام2017 أمام غاستاس، وفازت هذه المرة بنسبة 53% مقابل 46%. وهكذا صارت أول امرأة تنتخب لمنصب عمدة مانشستر.

## برنامجها الانتخابي
تعهدت في خطاب تسلمها المنصب برفع جودة التعليم، ومحاربة المخدرات، وخلق وظائف تقنية للمدينة.